# Alethodontus
Alethodontus bavariensis
Genre
Espèce
Alethodontus est un genre éteint de chimères qui a vécu lors de l’Hettangien. Une seule espèce est connue, Alethodontus bavariensis, mise au jour en Bavière.

## Systématique
Le genre Alethodontus et l'espèce Alethodontus bavariensis ont été décrits en 1983 par le paléontologue britannique Christopher J. Duffin (d),.

## Étymologie
Le nom générique, Alethodontus, dérive du grec ancien άλήθω, aletho, « moudre au moulin » et ὀδούς, odoús, « dent ».
Son épithète spécifique, composée de bavari[a] et du suffixe latin -ensis, « qui vit dans, qui habite », lui a été donnée en référence au lieu de sa découverte, la Bavière.

## Publication originale
- (en) Christopher J. Duffin, « Holocephalans in the Staatliches Museum für Naturkunde in Stuttgart 2. A myriacanthid tooth plate from the Hettangian (Lower Lias) of northern Bavaria », Stuttgarter Beiträge zur Naturkunde (B), Musée d'histoire naturelle de Stuttgart, vol. 98, no 7S,‎ 30 décembre 1983, p. 1-7 (ISSN 0341-0153, lire en ligne).